# Lista atacurilor cu rachete din invazia Rusiei în Ucraina (februarie 2023)
Acesta este segmentul din februarie 2023 al listei atacurilor cu rachete executate de toate părțile implicate în invazia Rusiei în Ucraina din 2022. Sunt enumerate doar atacurile certificate în surse de încredere, țintele cărora sunt sau sunt considerate a fi obiective militare sau de infrastructură. Nu sunt enumerate loviturile cu rachete neghidate efectuate de forțele de aviație, artilerie, sisteme de lansare multiplă și sisteme S-300.
Drapelele din coloana „obiectiv lovit” semnifică țara care deținea controlul asupra obiectivului respectiv. Obiectivele lovite nu sunt în mod necesar cele țintite – în unele cazuri, se referă la locul căderii rachetelor care s-au prăbușit în zbor sau au fost distruse de sisteme anti-rachetă.
Pagina principală: Lista atacurilor cu rachete din invazia Rusiei în Ucraina (2022–prezent). Listele pe luni:
- 2022 – ian · feb · mar · apr · mai · iun · iul · aug · sep · oct · noi · dec
- 2023 – ian · feb · mar · apr · mai · iun

## Februarie 2023
| Atacuri executate de partea ucraineană | Atacuri executate de partea ucraineană | Atacuri executate de partea ucraineană | Atacuri executate de partea ucraineană | Atacuri executate de partea ucraineană      | dată                                              | Atacuri executate de partea rusă | Atacuri executate de partea rusă | Atacuri executate de partea rusă | Atacuri executate de partea rusă | Atacuri executate de partea rusă                                |
| regiune                                | localitate                             | tipul rachetei                         | interceptate                           | obiective lovite                            | dată                                              | regiune                          | localitate                       | tipul rachetei                   | interceptate                     | obiective lovite victime: uciși \| răniți                       |
| -------------------------------------- | -------------------------------------- | -------------------------------------- | -------------------------------------- | ------------------------------------------- | ------------------------------------------------- | -------------------------------- | -------------------------------- | -------------------------------- | -------------------------------- | --------------------------------------------------------------- |
| regiunea Breansk                       | Novozîbkov⁠(d)                          | Tocika⁠(d)                              | 0/1                                    | conducta de gaz „Drujba”⁠(d)                 | 01.02.2023                                        | regiunea Donețk                  | Kramatorsk                       | Iskander⁠(d)                      | 0/1                              | clădire de locuit victime: 4 \| 14                              |
| regiunea Zaporijjea                    | Melitopol                              | —                                      | —                                      | infrastructură militară                     | 01.02.2023                                        |                                  |                                  |                                  |                                  |                                                                 |
| regiunea Donețk                        | Mariupol                               | —                                      | —                                      | infrastructură militară                     | 02.02.2023                                        |                                  |                                  |                                  |                                  |                                                                 |
| regiunea Luhansk                       | Bulavînivka                            | M31                                    | —                                      | infrastructură militară                     | 03.02.2023                                        |                                  |                                  |                                  |                                  |                                                                 |
| regiunea Luhansk                       | Svatove                                | M31                                    | —                                      | infrastructură militară                     | 04.02.2023                                        |                                  |                                  |                                  |                                  |                                                                 |
| regiunea Luhansk                       | Pîsarivka                              | M31                                    | 0/1                                    | infrastructură militară                     | 07.02.2023                                        |                                  |                                  |                                  |                                  |                                                                 |
| regiunea Luhansk                       | Pokrovske                              | M31                                    | 0/6                                    | infrastructură militară                     | 08.02.2023                                        | regiunea Cernihiv                | Semenivka                        | —                                | 0/2                              | infrastructură civilă                                           |
| regiunea Herson                        | Mahdalînivka                           | —                                      | —                                      | infrastructură militară                     | 09.02.2023                                        |                                  |                                  |                                  |                                  |                                                                 |
| regiunea Zaporijjea                    | Melitopol                              | —                                      | —                                      | infrastructură militară                     | 10.02.2023                                        | regiunea Hmelnîțkîi              | regiunea Hmelnîțkîi              | —                                | 61/71                            | infrastructură energetică                                       |
| regiunea Zaporijjea                    | raionul Tokmak                         | —                                      | —                                      | infrastructură militară                     | 10.02.2023                                        | Ucraina                          | Ucraina                          | —                                | 61/71                            | interceptare de apărarea anti-rachetă a Ucrainei                |
|                                        |                                        |                                        |                                        |                                             | 11.02.2023                                        | regiunea Odesa                   | regiunea Odesa                   | Oniks⁠(d)                         | 0/3                              | neidentificat                                                   |
| regiunea Donețk                        | regiunea Donețk                        | M31                                    | —                                      | infrastructură militară                     | 12.02.2023                                        |                                  |                                  |                                  |                                  |                                                                 |
| regiunea Donețk                        | Nikolske⁠(d)                            | —                                      | —                                      | infrastructură militară                     | 13.02.2023                                        | regiunea Donețk                  | Drujkivka                        | —                                | 0/2+                             | infrastructură civilă                                           |
| regiunea Luhansk                       | Kadiivka                               | M31                                    | —                                      | infrastructură militară                     | 13.02.2023                                        | regiunea Donețk                  | Pokrovsk                         | —                                | 0/2+                             | infrastructură civilă                                           |
| regiunea Donețk                        | Makiivka                               | Tocika⁠(d)                              | 0/1                                    | neidentificat                               | 14.02.2023                                        | regiunea Donețk                  | Kosteantînivka                   | —                                | —                                | infrastructură civilă                                           |
| regiunea Donețk                        | Makiivka                               | AGM-88 HARM⁠(d)                         | 0/1                                    | neidentificat                               | 14.02.2023                                        |                                  |                                  |                                  |                                  |                                                                 |
| regiunea Donețk                        | Makiivka                               | AGM-88 HARM⁠(d)                         | 0/1                                    | neidentificat                               | 15.02.2023                                        | regiunea Donețk                  | Pokrovsk                         | —                                | 0/2+                             | clădire de locuit victime: 2 \| 12+                             |
| regiunea Donețk                        | Ilovaisk                               | —                                      | —                                      | infrastructură feroviară                    | 15.02.2023                                        |                                  |                                  |                                  |                                  |                                                                 |
| regiunea Donețk                        | Enakievo                               | —                                      | —                                      | infrastructură militară                     | 16.02.2023                                        | regiunea Poltava                 | Kremenciug                       | —                                | 0/2                              | obiect de infrastructură critică victime: 0 \| 0                |
| regiunea Herson                        | Kalanceak⁠(d)                           | —                                      | —                                      | infrastructură militară                     | 16.02.2023                                        | regiunea Liov                    | regiunea Liov                    | —                                | 0/18                             | neidentificat victime: 0 \| 0                                   |
| regiunea Herson                        | Skadovsk                               | —                                      | —                                      | infrastructură militară                     | 16.02.2023                                        | regiunea Kirovohrad              | regiunea Kirovohrad              | —                                | 0/18                             | neidentificat victime: 0 \| 0                                   |
| regiunea Herson                        | Ceaplînka                              | —                                      | —                                      | infrastructură militară                     | 16.02.2023                                        | regiunea Dnipropetrovsk          | Pavlohrad                        | —                                | 0/18                             | infrastructură industrială și clădiri de locuit victime: 1 \| 8 |
| Crimeea                                | Armeansk                               | —                                      | —                                      | infrastructură militară                     | 16.02.2023                                        | Ucraina                          | Ucraina                          | —                                | 16/16                            | interceptare de apărarea anti-rachetă a Ucrainei                |
|                                        |                                        |                                        |                                        |                                             | 16.02.2023                                        | regiunea Harkov                  | Volceansk                        | —                                | 0/2                              | obiect de infrastructură critică victime: 0 \| 6                |
| Volceansk                              | —                                      | —                                      | infrastructură civilă victime: 1 \| 0  |                                             | 16.02.2023                                        | regiunea Harkov                  |                                  |                                  |                                  |                                                                 |
| 18.02.2023                             | regiunea Hmelnîțkîi                    | Hmelnîțkîi                             | Kalibr⁠(d)                              | 0/2                                         | infrastructură militară și civilă victime: 0 \| 2 |                                  |                                  |                                  |                                  |                                                                 |
| 18.02.2023                             | regiunea Mîkolaiiv                     | regiunea Mîkolaiiv                     | Kalibr⁠(d)                              | 2/2                                         | interceptare de apărarea anti-rachetă a Ucrainei  |                                  |                                  |                                  |                                  |                                                                 |
| regiunea Donețk                        | Mariupol                               | —                                      | —                                      | infrastructură militară, depozit de muniții | 21.02.2023                                        |                                  |                                  |                                  |                                  |                                                                 |
| regiunea Donețk                        | Debalțeve                              | —                                      | —                                      | infrastructură militară                     | 21.02.2023                                        |                                  |                                  |                                  |                                  |                                                                 |
| regiunea Donețk                        | Snijne                                 | —                                      | —                                      | infrastructură militară                     | 21.02.2023                                        |                                  |                                  |                                  |                                  |                                                                 |
| regiunea Donețk                        | Ilovaisk                               | —                                      | —                                      | infrastructură militară                     | 21.02.2023                                        |                                  |                                  |                                  |                                  |                                                                 |
| regiunea Donețk                        | Donețk                                 | M31                                    | —                                      | infrastructură medicală de război           | 24.02.2023                                        |                                  |                                  |                                  |                                  |                                                                 |
| regiunea Luhansk                       | Perevalsk                              | M31                                    | —                                      | infrastructură militară                     | 25.02.2023                                        |                                  |                                  |                                  |                                  |                                                                 |
| regiunea Luhansk                       | Kadiivka                               | M31                                    | 0/4                                    | infrastructură militară                     | 28.02.2023                                        |                                  |                                  |                                  |                                  |                                                                 |
| regiunea Luhansk                       | Kadiivka                               | M31                                    | —                                      | depozit de muniții                          | 28.02.2023                                        |                                  |                                  |                                  |                                  |                                                                 |
| regiunea Donețk                        | Donețk                                 | M31                                    | —                                      | pod                                         | 28.02.2023                                        |                                  |                                  |                                  |                                  |                                                                 |
| dată necunoscută                       |                                        |                                        |                                        |                                             |                                                   |                                  |                                  |                                  |                                  |                                                                 |
| regiunea Donețk                        | Vuhledar                               | M31                                    | 0/6+                                   | infrastructură militară                     | feb 2023                                          | regiunea Donețk                  | Vuhledar                         | H-29TD⁠(d)                        | 0/1                              | depozite                                                        |
| regiunea Donețk                        | Vuhledar                               | M31                                    | —                                      | personal militar                            | feb 2023                                          |                                  |                                  |                                  |                                  |                                                                 |